# Pangio kuhlii

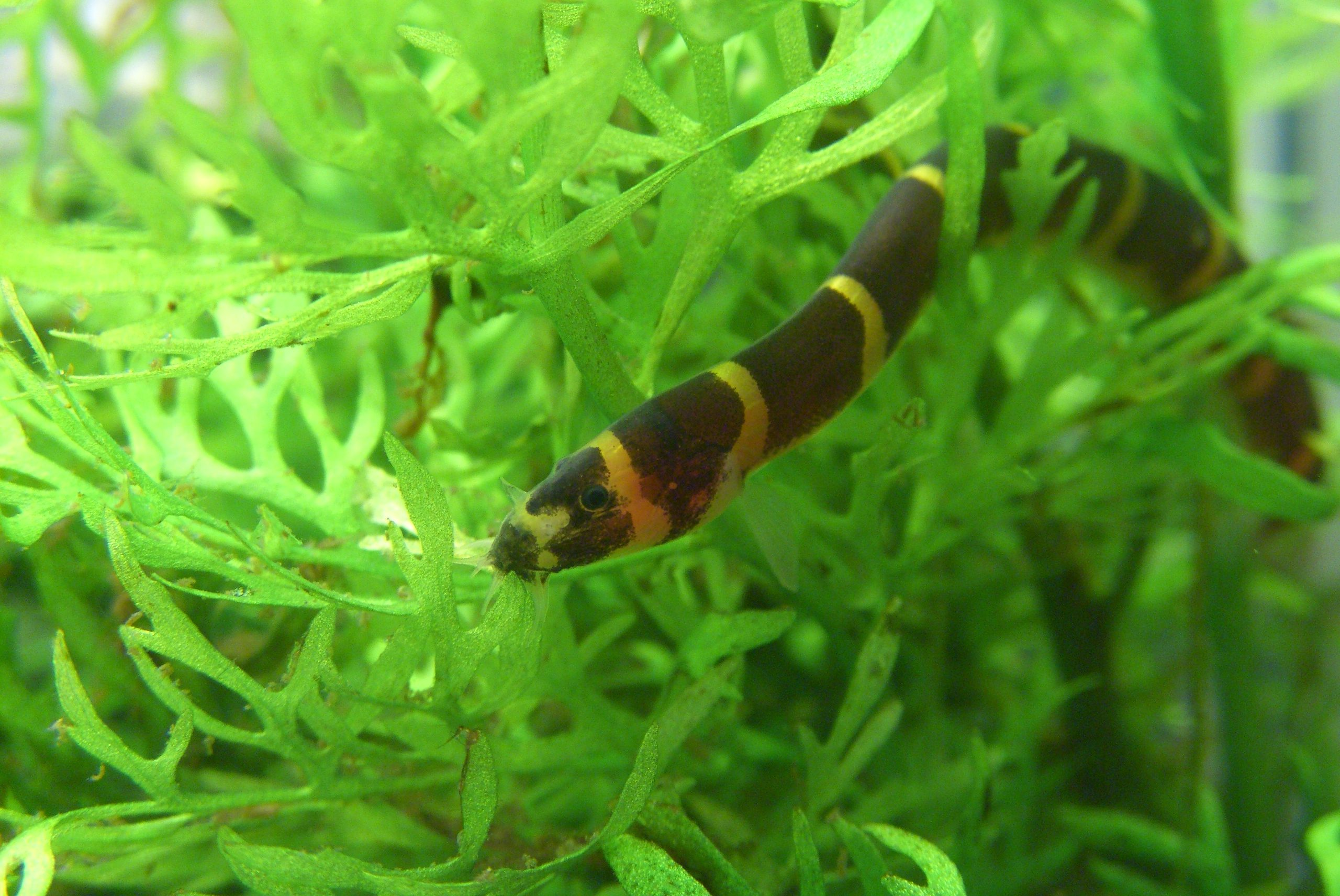
Exemplar immadur

Pangio kuhlii és una espècie de peix de la família dels cobítids i de l'ordre dels cipriniformes.

## Morfologia
- Els mascles poden assolir 12 cm de llargària total.
- Nombre de vèrtebres: 47-51.[3][4]

## Reproducció
És ovípar.

## Hàbitat
Viu en zones de clima tropical entre 24 °C - 30 °C de temperatura.

## Distribució geogràfica
Es troba a Àsia.

## Observacions
És una espècie popular en aquariofília.